# ويليام هكتور باين
ويليام هكتور باين هو سياسي كندي، ولد في 5 يوليو 1914 برد دير في كندا، وتوفي في 18 أبريل 1989. حزبياً، نشط في الحزب الكندي التقدمي المحافظ. وقد انتخب عضو مجلس العموم الكندي.